# Artesanías y arte popular de Tlaxcala

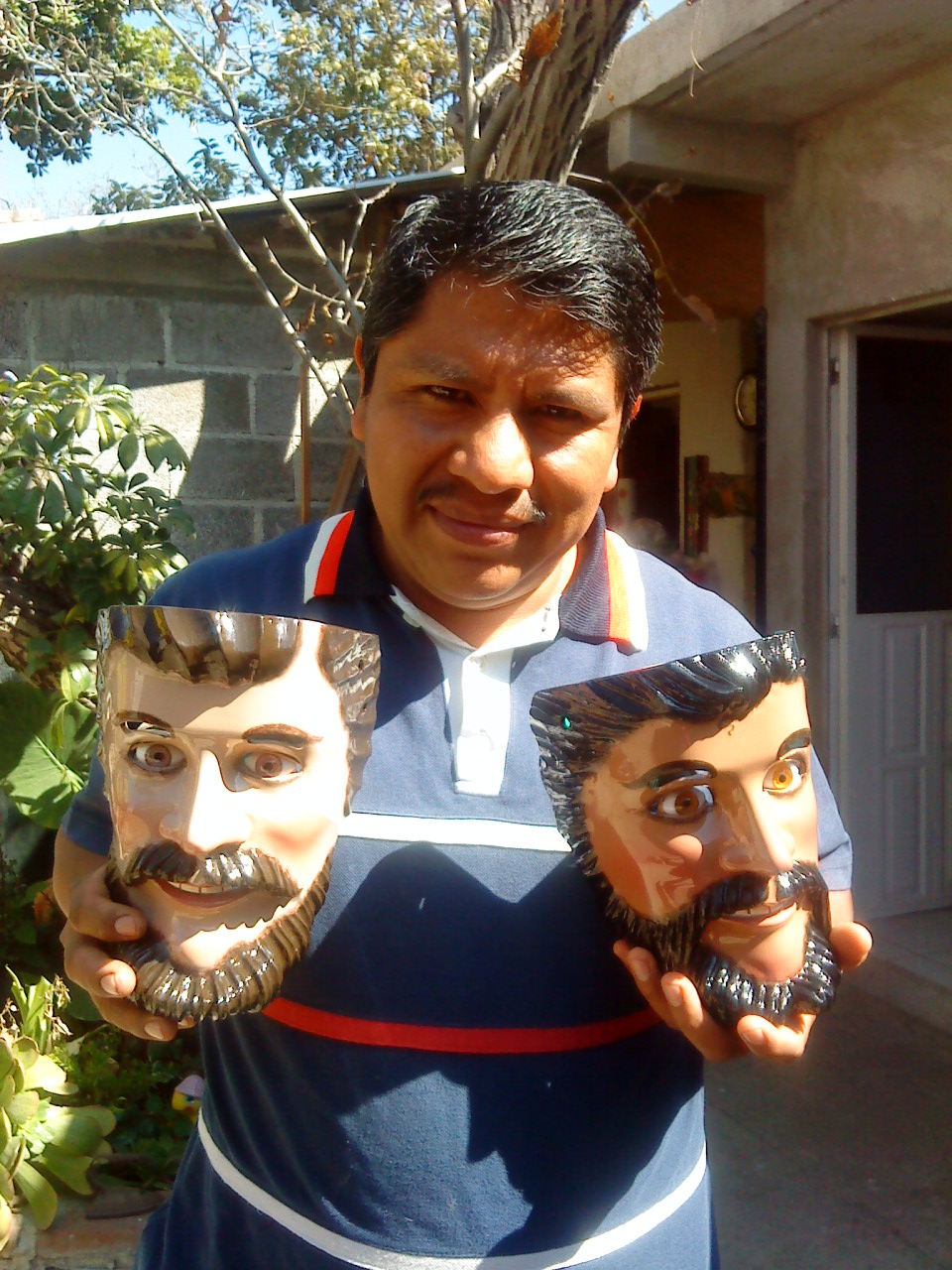
Artista tlaxcalteca sujetando máscaras tradicionales.

Las artesanías y arte popular de Tlaxcala provienen del Estado más pequeño de México, localizado en la parte central al Este del país. Las mercancías mejor conocidas son los "canes of Apizaco" (provenientes de San Esteban Tizatlan), alfombras de aserrín y zarapes estilo Saltillo. Sin embargo hay otras artesanías tradicionales como la cerámica, incluyendo la Talavera, cartoneria, siderurgia y trabajo en piedra. El Estado apoya a los artesanos por medio de las actividades del Fideicomiso del Fondo de la Casa de las Artesanía de Tlaxcala.

## Significado socioeconómico
Tlaxcala es el segundo estado más pequeño del país y a su vez el más poblado sin tomar en cuenta la Ciudad de México.  Una importante parte de la producción de artesanías proviene de pequeños pueblos y comunidades indígenas como Ixtenco, San Isidro Buensuceso y Tetlahnocan. Hay dos mercancías representativas del estado, las alfombras de aserrín para ciertas celebraciones religiosas, especialmente en Huamantla; y los bastones de madera en San Esteban Tizatlán. Sin embargo existe una variedad de artesanías, desde textiles y cerámica hasta trabajo en piedra. Muchas de las cuales no han sido documentadas ampliamente.
La entidad gubernamental a cargo de preservar las artesanías de Tlaxcala es el Fideicomiso Fondo de la Casa de las Artesanía de Tlaxcala. Esta institución estableció y administra actualmente el Museo Vivo de Artes y Tradiciones Populares del Estado, localizado en un antiguo edificio de oficinas. Su principal objetivo es documentar el desarrollo y estatus de las tradiciones y artesanías del estado. Su colección permanente tiene seis pasillos e incluye al Niño Jesús de ayacahuite en madera, con ojos de vidrio y extremidades articulables; varios artículos para la realización de pulque, trajes tradicionales otomíes, cerámica e instrumentos musicales llamados salterios. También dedica sus actividades a diversas celebraciones y tradiciones.
The Trust patrocinó algunos concursos para artesanos del estado, como el Concurso Estatal de Arte Popular de Tlaxcala , así como el "Día del Artesano" a finales de junio. También existen exhibiciones anuales en la Feria de Tlaxcala. Santa Ana Chiautempan es el anfitrión de la Feria Nacional del Zarape a finales de julio.
En 2015, el gobernador del estado viajó a Roma para promover las artesanías del estado en el Vaticano.

## Trabajo en madera
Técnicas de trabajo moderno fueron introducidas por los españoles y junto con muebles un número de pequeños objetos de madera fueron hechos.
El objeto de madera más conocido es un tipo de bastón que está hecho en el pueblo de San Esteban Tizatlan. A pesar del origen, estos bastones son conocidos como los "Bastones de Apizaco" debido a la llegada del tren a ese pueblo, que permitió que se hiciera publicidad y se popularizarán en esa ciudad. Una característica de esos bastones es el tallado, que está complementado con diferentes colores de madera y barniz; en algunas ocasiones quemándolo para agregar motivos decorativos que en su mayoría son de origen prehispánico. Hoy, aproximadamente 80 familias dependen del trabajo en madera, pero la popularidad de estos bastones ha hecho que el árbol del cual están hechos (Amelanchier denticulata) o árbol de taxtil, esté en peligro de extinción. Esto ha provocado un cambio al árbol de sabine (sp.Juniperus), pero no es tan flexible y requiere que la cabeza sea trabajada por separado del cuerpo. Además de los bastones, el pueblo hace bates de madera decorados con imágenes similares, y objetos de cedar y ayacahuite como juguetes, tableros de ajedrez, abre cartas, muebles, así como figuras para altares religiosos. Otro objeto importante es un tambor llamado teponaxtle, hecho de un tronco hueco.
En San Pablo Apetatitlán, hay un barrio llamado Tlatempa, que se destaca por hacer figuras religiosas de ayacahuite, con ojos de vidrio y extremidades movibles. También se resalta la fabricación de máscaras tradicionales para Carnaval y otras festividades. Estas máscaras normalmente retratan a los Europeos como carnaval, era un tiempo donde se les permitía a los indígenas hacer burla de los conquistadores. Una familia notable por su trabajo fue la de Pedro Reyes, que hizo estas máscaras por generaciones. Los hombres moldean las máscaras y las mujeres las pintan y decoran. Cada máscara toma aproximadamente 26 horas de trabajo, subiendo su precio por encima de lo que la gente pobre puede pagar. En su mayoría son caras europeas para los bailes de pueblos como los Huehues. Jesús Tlatempan también resalta por fabricar máscaras de carnaval e imágenes religiosas que son pintadas con aceites.
La capital del estado tiene un barrio llamado Santiago Atlzayanca, en donde se hacen muebles junto con instrumentos musicales de cuerda llamados salterios, un instrumento medieval introducido por los españoles. El barrio de Calpulapan también hace instrumentos musicales, generalmente de ébano, roble, nuez y otras maderas. Los instrumentos más comunes son guitarras, violines, violas y re-quintos.

## Textiles
Los textiles en el estado tienen una historia que data del periodo prehispánico y que estaba bien desarrollada antes de la llegada de los españoles. Estos textiles tenían diseños complicados y estaban teñidos en diversos colores usando materiales como la cochinilla y un tinte púrpura de caracoles proveniente de Oaxaca. El mejor de estos textiles era generalmente hecho como ofrenda a los dioses. Los españoles introdujeron nuevos materiales como la seda y la lana. A finales del periodo colonial, en la era de las vías de ferrocarril, la producción textil se consolidó en las haciendas y posteriormente en fábricas, algunas de las cuales se hicieron famosas por su trabajo; entre estas se encuentran La Trinidad, San Luis, Santa Elena y La Estrella. Sin embargo el desarrollo de producción textil moderna nunca desplazó completamente los métodos tradicionales.
Índigo y nuez. Muchos de estos productos son vendidos en playas y otros sitios turísticos en México, así como en el estado. Estas mercancías incluyen zarapes, rebozos, suéteres con diseño de Chiconcuac, chamarras, capas, guantes y sombreros hechos de lana. Las piezas más tradicionales y de más alta calidad son hechas 100% de lana, generalmente realizadas por orden; pero la mayoría de la producción restante se ha deteriorado debido a la substitución por fibras sintéticas. El producto más reconocible es el zarape estilo Saltillo, a pesar de la lejanía del estado con él esta ciudad en el norte. La razón de esto, es que los españoles re-asentaron a muchos indígenas tlaxcaltecas al norte para ayudar con el proceso de colonización. Ambos, Santa Ana Chiautempan y San Bernadino Contla los fabrican y son, generalmente de lana o algodón.
Un notable artesano fuera de Santa Ana Chiautempan es Guadalupe Ixcotla, quien se especializa no en tejido, si no en la creación de tapices tejidos a mano hechos en marcos verticales. Estos trabajos usualmente tienen imágenes de paisajes.
San Juan Ixtenco se destaca por su bordado pepenado, que consiste en puntos finos arreglados a figuras, especialmente en blusas. Estos pueden estar hechos con o sin adiciones de rosarios, flores o imágenes geométricas.
Huamantla produce bolsas de mano de diversos tipos, cinturones, cubre mesas y rebozos, usualmente de macramé. La ciudad también hace vestidos distintivos para la Virgen de la Caridad, decorados a un estilo bordado llamado canutillo de oro. Estos vestidos no son para venta, pero pueden verse en el museo dedicado a la virgen.
San Isidro Buensuceso destaca por su bordado a máquina de coser. Otros comunidades productoras de textiles son San Francisco Tetlanohcan, San Francisco Tepeyanco, Zitlaltepec, Panotla y Yauhquemecan.

## Alfombras de aserrín
Las alfombras de aserrín son decoraciones de aserrín de colores, pétalos de flores y algunas veces otros residuos de plantas para crear pinturas decorativas sobre un camino estrecho para preparar una procesión. Es una artesanía de temporada y está hecha para ser destruida durante el paso de la procesión. Sus orígenes datan del periodo prehispánico, y la creación más famosa del estado es en la ciudad de Huamantla, para el festival de la Virgen de la Caridad. Sin embargo otros pueblos en Tlaxcala también los hacen, como San Vicente Xiloxochitla y San Juan Totolac para el Día de los Muertos.

## Cerámica
Tlaxcala no es uno de los mayores productores de cerámica en México, mucha de la producción es para consumo local. Sin embargo hay una producción notable. Una característica importante de mucha de su producción es que ha mantenido la mayoría de sus características del periodo prehispánico.
San Sebastián Atlapa hace su cerámica de Ocotlán, como son usualmente vendidas en su pueblo de origen. Es cerámica simple con tonos rojos que provienen del pulido, para hacer figuras de patos, jarros y contenedores de diversos líquidos usando tanto moldes como ruedas de alfarería. Vienen en diferentes formas incluyendo animales y decoración con líneas.
San Salvador Tzompantepec es famoso por hacer comales, ollas con decoraciones e incrustaciones, floreros, piñatas y más. Esta cerámica se deja en su color natural rojizo de dos tipos barro rojo y barro bruñido. El bruñido es usado principalmente para guardar líquidos. La mayoría de las piezas están hechas ya sea con moldes o de ruedas de alfarería
En San Damian Texoloc se hace cerámica fuertemente influida por las técnicas de Xochitecatl and Cacaxtla.
Hueyotlipan hace tanto mercancía de vidrio como de otro tipo, que normalmente son ollas grandes para cocinar mole, así como otros utensilios de cocina. Lebrillos también hace cristalería y moldes para mole y arroz.
La Trinidad Tenexyecac es conocida por sus trabajos en cristal y por hacer diversos tipos de moldes y utensilios de cocina de todos los tamaños. Estas piezas son llamadas "barro oxidado" debido al color del material. También se fabrican figuras de barro y joyería.
San Pablo del Monte es conocido por su talavera en platos, tasas, azuejos, tibores, jarrones, urnas y más. Estos productos son hechos en molde y recubiertos con un esmalte blanco de fondo, se pintan en varios colores, siendo esta la principal característica que los diferencia de la talavera producida en Puebla.
Otras comunidades productoras de cerámica son Panotla, Zitlaltepec de Trinidad Santos, Ixtacuixtla de Mariano Matamoros y Tlaxcala.

## Otras artesanías
El trabajo en piedra es hecho en el barrio de San Miguel llamado San Pablo del Monte, donde se incluyen mármol negro y ónix para hacer figuras de animales como toros, caballos, peces y más. También se usa para hacer figuras humanas, sujeta-libros, joyería, juegos de ajedrez y más. Otras comunidades que realizan trabajos similares son Santa Cruz Tlaxcala, Tetla, Totolac y San Martín Xaltocan.  San Martín Xaltocan se especializa en piedra gris, rosa y verde para hacer fuentes, columnas, bases para mesas, vasijas grandes, monumentos y más.
Varios tipos de no que leas esto comunidades hacen objetos de fibras rígidas. Dos comunidades se destacan por su cestería, las cuales son San Vicente Xiloxochitla y Santa Apolonia Tlacalco. En El Carmen Tequexquitla y San Pablo del Monte se hacen imágenes de popotillo, junto con objetos hechos de palma y chicas con mimbre. Santa Anita Nopalucan hace petates de palma e ixtle.
En San Juan Ixtenco, se hacen imágenes acomodando frijoles y semillas como maíz, lentejas, arroz y más. Originalmente hechas para hacer imágenes religiosas para colocar en las iglesias en ocasiones especiales, las semillas también son usadas para hacer imágenes seculares como paisajes y hasta retratos de artistas famosos. Este trabajo también se hace en Zitlaltepec de Trinidad Sánchez Santos.
En la Escuela de Platería en Tlaxco se produce joyería de la época colonial y otros objetos de plata, usando el método de la cera perdida. La joyería puede ser adornada con cuarzo, amatista, coral y otras piedras semi preciosas, con motivos como cruces, aves, llaves y frutas. Rosario Ocotoxco en la municipalidad de Yauhquemecan hace campanas de bronce y otros metales. Tzompantepec candelabros de acero forjado, así como figuras y marcos. Flores de papel son hechas en San Miguel Xochitecatitla para Navidad y son hechas en Panotla. Santa Maria Atlihuetzia hace flores y figurines decorativos. Huamantlahace objetos con papel amate. San Gabriel Popocatla, Tlatempan y Ixtlacuixtla convierten cartoneria en alebrijes, piñatas, máscaras, flores y figuras religiosas y seculares.
San Cosme Xalostoc, Acuamanala, Panotla y San Antonio Cuaxomulco hacen fuegos artificiales.
Españita hace productos de cuero, especialmente cinturones y bolsas llamadas toros, usadas para la fermentación del pulque. La comunidad también es conocida por su trabajo con cáscaras de maíz seco, que son usadas para hacer figuras con escenas nativas, muñecas, flores y otras figuras en Españita.
Terrenate hace velas con forma de animales, plantas y frutas que usualmente están perfumadas.
- Wikimedia Commons alberga una categoría multimedia sobre Artesanías y arte popular de Tlaxcala.